# Santo Domingo Tonaltepec
Santo Domingo Tonaltepec è un comune del Messico, situato nello stato di Oaxaca.